# Hamid Hassan
Hamid Hassan Khan Momand (Pashto  حميد حسن خان مومند), (sinh ngày  1 tháng 6 năm 1987 ở tỉnh Nangarhar, Afghanistan) là 1 first-class cricketer và ném kiểu right-arm fast bowler cho đội tuyển quốc gia Afghanistan. Anh cũng chơi cho câu lạc bộ Marylebone Cricket Club.

## Liên kết khác
- Hamid Hassan on Cricinfo
- Hamid Hassan on CricketArchive
- Matches and detailed statistics for Hamid Hassan
- Times article mentioning Hamid Hassan[liên kết hỏng]